# Kinda kommun
Kinda kommun är en kommun i södra delen av Östergötlands län. Centralort är Kisa.
Kommunen består till större delen av ett sprickdalslandskap med stora inslag av berg. Området domineras av skogbevuxen moränmark. Jord- och skogsbruk liksom små och medelstora industrier och serviceföretag dominerade det lokala näringslivet i början av 2020-talet. 
Sedan kommunen bildades 1974 har invånarantalet legat stabilt mellan 9 762 och 10 635 personer. Efter valen på 2010-talet har kommunen styrts av olika regnbågskoalitioner.

## Administrativ historik
Kommunens område motsvarar socknarna: Horn, Hycklinge, Hägerstad, Kisa, Kättilstad, Oppeby, Tidersrum, Tjärstad och Västra Eneby. I dessa socknar bildades vid kommunreformen 1862 landskommuner med motsvarande namn.  
Den 15 april 1904 inrättades Kisa municipalsamhälle i Kisa landskommun.
Vid kommunreformen 1952 bildades i området tre storkommuner: Norra Kinda (av de tidigare landskommunerna Hägerstad, Kättilstad, Oppeby och Tjärstad), Södra Kinda (av Horn och Hycklinge) samt Västra Kinda (av Kisa, Tidersrum och Västra Eneby). Samtidigt upplöstes Kisa municipalsamhälle. 
Vid kommunreformen 1971 bildades, genom ombildning av de tidigare landskommunerna, kommunerna Södra Kinda, Norra Kinda och Västra Kinda, vilka 1974 sammanslogs till Kinda kommun. 
Kommunen ingår sedan bildandet i Linköpings domsaga.

## Geografi
Kommunen är belägen i den södra delen av landskapet Östergötland. Den gränsar i väster till Ydre och Boxholms kommuner, i norr till Linköpings kommun,  i nordost till Åtvidabergs kommun, i öster till Västerviks kommun samt i söder till Vimmerby kommun.

### Topografi och hydrografi
Kommunen består till större delen av ett sprickdalslandskap med stora inslag av berg, varav de högsta når omkring 300 meter över havet. I de högre belägna delarna intas dalgångarna ofta av isälvsavlagringar i form av åsar eller deltan, så som vid Svalsjö. Detta då Östersjöns motsvarighet nådde 130–140 meter över nuvarande nivå under inlandsisens avsmältning. Området domineras av  skogbevuxen moränmark men uppodlade lerområden finns i anslutning till Åsundens sjösystem. Vallodling och betesdrift håller det gamla kulturlandskapet öppet på flera platser i kommunen, exempelvis runt Idhult öster om Åsunden. Det finns gott om sjöar och vattendrag i området exempelvis Åsunden och delar av Sommen samt Kinda kanals södra del.

### Naturskydd
År 2022 fanns 36 naturreservat i Kinda kommun, varav 16 även var klassade som Natura 2000-område.
Flera av reservaten inkluderar mäktiga förkastningsbranter, däribland Valö naturreservat, Klevbergets naturreservat och Ryda naturreservat. I reservatet Trollegater ligger en av Sveriges största urbergsgrottor som inkluderar ett system av gångar som är omkring hundra meter långt. Andra reservat, så som Hallstads ängar, utgörs av ängsmark. I Hallstads ängar fall,  lindänge.

### Administrativ indelning

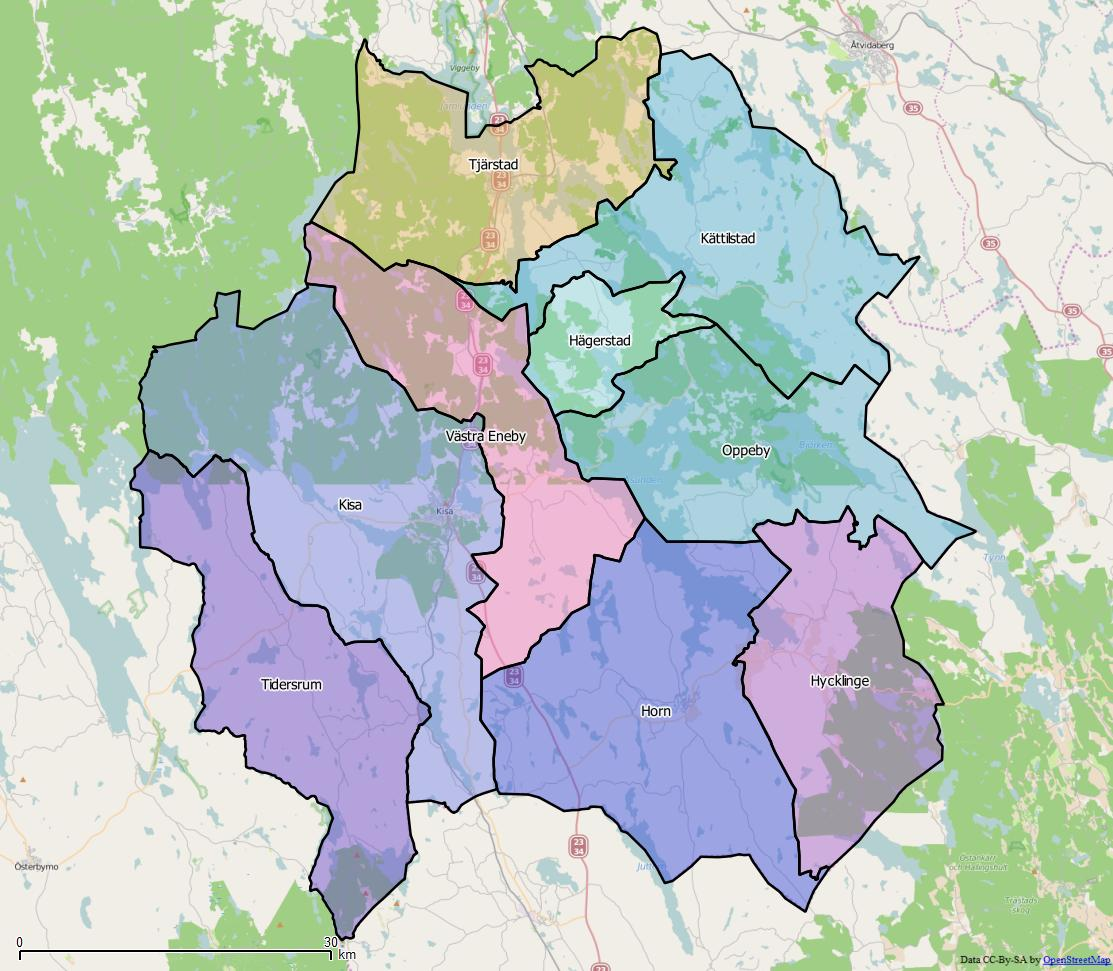
Distrikt (socknar) inom Kinda kommun

Fram till 2016 var kommunen för befolkningsrapportering indelad i sex församlingar – Horns församling, Hycklinge församling, Kisa församling, Rimforsa församling, Tidersrums församling och Västra Eneby församling.
Från 2016 indelas kommunen i följande distrikt, vilka motsvarar de tidigare socknarna – Horn, Hycklinge, Hägerstad, Kisa, Kättilstad, Oppeby, Tidersrum, Tjärstad och Västra Eneby.

### Tätorter
| Nr | Tätort   | Befolkning 2015 |
| -- | -------- | --------------- |
| 1  | Kisa     | 3 776           |
| 2  | Rimforsa | 2 259           |
| 3  | Horn     | 543             |

## Styre och politik

### Styre
Efter valet 2010 styrde en regnbågskoalition bestående av Centerpartiet, Kristdemokraterna, Miljöpartiet och Moderaterna. Partierna samlade 21 av 35 mandat.
2014 års val ledde till maktskifte och Socialdemokraterna fick då för första gången på 12 år styra kommunen. Detta i en ny blocköverskridande koalition med Kristdemokraterna och Moderaterna. En ny koalition bildades efter valet 2018. Då mellan Centerpartiet, Landsbygdspartiet oberoende, Liberalerna och Socialdemokraterna. Ett år senare beslutade dock Centerpartiet tillsammans med Liberalerna och Socialdemokraterna att utesluta Landsbygdspartiet från samarbetet. Detta då "företrädare för LPo offentligt inte ska ha varit lojala mot gemensamt fattade beslut" och att "LPo ska ha brutit mot koalitionens värdegrund och interna arbetssätt". Under mandatperioden 2022–2026 styrs kommunen av Moderaterna, Socialdemokraterna och Kristdemokraterna.

### Kommunfullmäktige
Kommunfullmäktige har 35 ordinarie ledamöter och 24 ersättare.

#### Presidium
| Presidium 2022–2026    | Presidium 2022–2026 | Presidium 2022–2026   |
| ---------------------- | ------------------- | --------------------- |
| Ordförande             | KD                  | Lena Käcker Johansson |
| Förste vice ordförande | M                   | Gösta Gustafsson      |
| Andre vice ordförande  | C                   | Anders Ljung          |

#### Mandatfördelning 1973–2022
| 17 | 20 | 3 | 2 | 7 |

| 42 | 7 |

| 18 | 18 | 3 | 2 | 8 |

| 38 | 11 |

| 18 | 17 | 3 | 2 | 9 |

| 38 | 11 |

| 19 | 15 | 3 | 3 | 9 |

| 38 | 11 |

|  | 18 | 13 | 6 | 2 | 9 |

| 35 | 14 |

| 2 | 15 |  | 7 | 11 | 6 | 2 | 5 |

| 36 | 13 |

| 2 | 14 |  | 7 | 10 | 4 | 4 | 7 |

| 33 | 16 |

|  | 17 |  | 8 | 10 | 2 | 3 | 7 |

| 31 | 18 |

| 2 | 13 |  | 4 | 8 |  | 4 | 6 |

| 24 | 15 |

| 2 | 15 | 2 | 8 | 3 | 4 | 5 |

| 21 | 18 |

|  | 14 | 2 | 8 |  | 3 | 6 |

| 19 | 16 |

| 2 | 10 | 3 |  |  | 8 | 2 | 2 | 6 |

| 22 | 13 |

|  | 11 | 2 | 5 |  | 5 | 2 | 2 | 6 |

| 22 | 13 |

| 3 | 8 |  | 5 | 2 | 5 | 3 | 2 | 6 |

| 24 | 11 |

| 3 | 9 |  | 6 | 3 | 3 |  | 2 | 7 |

| 19 | 16 |

### Nämnder

#### Kommunstyrelse
Kommunstyrelsen har nio ordinarie ledamöter. Mandatperioden 2022 till 2026 tillhör två ledamöter vardera Socialdemokraterna och Moderaterna medan Sverigedemokraterna, Centerpartiet, Kristdemokraterna, Landsbygdspartiet och Vänsterpartiet har en ledamot vardera.
| Presidium 2022–2026    | Presidium 2022–2026 | Presidium 2022–2026     |
| ---------------------- | ------------------- | ----------------------- |
| Ordförande             | M                   | Christer Segerstéen     |
| Förste vice ordförande | –                   | Vakant                  |
| Andre vice ordförande  | SD                  | Christian Nordin-Olsson |

## Ekonomi och infrastruktur

### Näringsliv
Jord- och skogsbruk liksom små och medelstora industrier och serviceföretag dominerade det lokala näringslivet i början av 2020-talet. Bland industrier märks pappersindustrin Sofidel Sweden AB, tidigare Swedish Tissue och el-, elektronik- och mekanikföretaget Rimaster Electrosystem AB Största arbetsgivare var dock kommunen själv med 747 årsarbetare år 2020.

### Infrastruktur

#### Transporter
Riksväg 34 genomkorsar kommunen från söder till norr och passerar genom centralorten. Även länsväg 134 genomkorsar kommunen, denna från sydväst till nordöst. Länsväg 135 går genom sydöstra delen av kommunen. Järnvägen Linköping–Hultsfred(–Kalmar) genomkorsar kommunen med station i Kisa.

## Befolkning

### Demografi

#### Befolkningsutveckling
Kommunen har 9 957 invånare (31 december 2024), vilket placerar den på 215:e plats avseende folkmängd bland Sveriges kommuner.
| Befolkningsutvecklingen i Kinda kommun 1970–2020 | Befolkningsutvecklingen i Kinda kommun 1970–2020 | Befolkningsutvecklingen i Kinda kommun 1970–2020 | Befolkningsutvecklingen i Kinda kommun 1970–2020 | Befolkningsutvecklingen i Kinda kommun 1970–2020 |
| ------------------------------------------------ | ------------------------------------------------ | ------------------------------------------------ | ------------------------------------------------ | ------------------------------------------------ |
|                                                  |                                                  |                                                  |                                                  |                                                  |
| År                                               |                                                  |                                                  | Folkmängd                                        |                                                  |
| 1970                                             | 1970                                             |                                                  | 10 487                                           |                                                  |
| 1975                                             | 1975                                             |                                                  | 10 635                                           |                                                  |
| 1980                                             | 1980                                             |                                                  | 10 595                                           |                                                  |
| 1985                                             | 1985                                             |                                                  | 10 136                                           |                                                  |
| 1990                                             | 1990                                             |                                                  | 10 274                                           |                                                  |
| 1995                                             | 1995                                             |                                                  | 10 552                                           |                                                  |
| 2000                                             | 2000                                             |                                                  | 10 129                                           |                                                  |
| 2005                                             | 2005                                             |                                                  | 9 946                                            |                                                  |
| 2010                                             | 2010                                             |                                                  | 9 762                                            |                                                  |
| 2015                                             | 2015                                             |                                                  | 9 795                                            |                                                  |
| 2020                                             | 2020                                             |                                                  | 9 991                                            |                                                  |

## Kultur

### Kulturarv
År 2022 fanns 520 fornlämningar, som hittats i Kinda kommun, registrerade hos Riksantikvarieämbetet. Bland dessa Gravfältet i Gumhem, som Länsstyrelsen beskriver som "ett av de vackraste i Östergötland".
År 2020 fanns tre byggnadsminnen i kommunen – Kölefors vaddfabrik, Lokstallet i Kisa och Ramshults loftbod.

### Kommunvapen
Blasonering: I rött fält inom en bård av silver ett korsat kors av samma metall, vars samtliga armar sluta i två utböjda spetsar.
Vapnet bygger på ett häradssigill från 1568. Det hade år 1950 fastställts som vapen för Kinda härad. Efter kommunbildningen 1974 antogs vapnet för kommunen med den skillnaden att bården lades till. Bårder brukar inom heraldiken användas för att skilja två något olika enheter från varandra -  detta fall häradet och kommunen. Vapnet registrerades hos PRV år 1974 med den äldre pluralformen sluta bibehållen.